# Onychostoma alticorpus
Onychostoma alticorpus е вид лъчеперка от семейство Шаранови (Cyprinidae). Видът е застрашен от изчезване.

## Разпространение
Разпространен е в Провинции в КНР и Тайван.